# Dionysia viscidula
Dionysia viscidula là một loài thực vật có hoa trong họ Anh thảo. Loài này được Wendelbo mô tả khoa học đầu tiên năm 1963.